# لا تصدق (مسلسل قصير)
لا تصدق هو مسلسل درامي أمريكي قصير بث عبر تلفزة الويب من بطولة توني كوليت وميريت ويفر وكايتلين دايفر، حول سلسلة من عمليات الاغتصاب وقعت في ولايتي واشنطن وكولورادو. تشارك في إنشاء العرض سوزانا غرانت وأيليت والدمان ومايكل شابون. جميع المبدعين الثلاثة وسارة تيمبرمان وكارل بيفرلي وكاتي كوريك كانوا منتجين تنفيذيين. تم إصداره في 13 سبتمبر 2019 على نتفليكس.
يستند المسلسل إلى مقالة إخبارية تعود لعام 2015 بعنوان «قصة اغتصاب لا تصدق»، كتبها تي. كريستيان ميللر وكين أرمسترونغ، ونشرتها في الأصل ProPublica و The Marshall Project. تلقت السلسلة إشادة من النقاد.

## مقدمة
معالجة درامية عن حالات الاغتصاب المتسلسل في واشنطن وكولورادو التي حصلت بين 2008 - 2011 ، " لا تصدق يروي قصة "ماري، مراهقة اتهمت بالكذب بشأن تعرضها للاغتصاب، ومحققتان تابعتا مسار ملتوي للوصول إلى الحقيقة". اقتبس العرض من "قصة اغتصاب لا تصدق" (2015)، مقال حائز على جائزة بوليتزر لكل من ت. كريستيان ميللر وكين أرمسترونغ من نشر ProPublica و The Marshall Project.

## الطاقم والشخصيات

### الأساسية
- توني كوليت بدور المحققة غريس راسموسن، في قسم شرطة وستمنستر في وستمنستر، كولورادو؛ مستوحاة من شخصية إدنا هندرشوت.[6]
- ميريت ويفر في دور المحققة كارين دوفال، في قسم شرطة غولدن في غولدن، كولورادو؛ مستوحاة من شخصية ستايسي غالبريث.
- كايتلين ديفير بدور ماري أدلر، ضحية اعتداء جنسي.

### ظهور متكرر
- إريك لانج بدور المحقق باركر، محقق في قسم شرطة لينوود في لينوود، واشنطن ومكلف بقضية ماري؛ مستوحى من شخصية الرقيب جيفري ماسون.
- بيل فاجيرباك بدور المحقق برويت، محقق في قسم شرطة لينوود تم تعيينه أيضًا في قضية ماري؛ مستوحى من شخصية جيري ريتغارن.
- إليزابيث مارفيل بدور جوديث، آخر أم حاضنة لماري.
- بريدجيت إيفرت بدور كولين دوجيت، واحدة من أمهات ماري الحاضنات السابقات.
- دانيال ماكدونالد بدور آمبر، ضحية اعتداء جنسي
- ديل ديكي بدور روز ماري، محقق مخضرم في قسم شرطة وستمنستر
- ليزا لابيرا بدور ميا، خبيرة شرطة في المراقبة
- عمر مسقطي بدور إلياس، محلل بيانات متدرب في قسم شرطة وستمنستر
- أوستن هيبرت بدور ماكس دوفال، زوج كارين وهو ضابط شرطة في قسم شرطة وستمنستر
- كاي لينوكس بدور ستيف راسموسن، زوج غريس المفتش في مكتب المدعي العام في وستمنستر، كولورادو
- بليك إليس بدور كريس مكارثي، مغتصب تسلسلي؛ مستوحاة من شخصية مارك باتريك أوليري
- آرون ستاتون بدور كورتيس مكارثي، شقيق كريس ومشتبه فيه؛ مستوحاة من شخصية مايكل أوليري
- باتريشيا فاسوا بدور بيكا، مستشارة في شقق أوكديل للشباب المعرضين للخطر
- تشارلي ماكديرموت بدور تاي، وهو مستشار في شقق أوكديل للشباب المعرضين للخطر
- برنت سيكستون بدور آل، زوج كولين ووالد ماري السابق الحاضن
- أنالي أشفورد بدور ليلي دارو، ضحية اعتداء جنسي
- سكوت لورانس بدور بيلي تاجرت، عميل مكتب التحقيقات الفدرالي
- شين بول ماكجي بدور كونور، صديق ماري الحميم السابق

### ضيوف
- نيك سيرسي بصفته المحقق هاركنس
- بروك سميث بدور دارا كابلان، معالجة ماري النفسية
- جون بيلينغسلي بدور القاضي برنت جوردون
- فانيسا بيل كالواي بدور سارة، ضحية اعتداء جنسي

## الإنتاج

### تطوير
في 22 يناير 2018، طلبت Netflix لا يصدق من Timberman / Beverly Productions و CBS Television Studios مع المنتجين التنفيذيين بما في ذلك سوزانا غرانت ومايكل تشابون وأيلت والدمان وسارا تيمبرمان وكارل بيفرلي وكاتي كوريك.
مسلسل الحلقات الثمانية مبني على مقال «قصة اغتصاب لا تصدق» بقلم ت. كريستيان ميللر وكين أرمسترونغ حول قضية في لينوود بواشنطن. كان هناك أيضًا حلقة إذاعية بعنوان This American Life تم بثها بشكل متزامن حول نفس القضية. أدارت سوزان جرانت العمل وكتبت أيضًا للمسلسل جنبًا إلى جنب مع مايكل شابون وأيليت والدمان.

### انتقاء الأدوار
في 25 يونيو 2018، تم الإعلان عن أن توني كوليت وميريت ويفر وكايتلين ديفير تم اختيارهم في الأدوار الرئيسية للسلسلة. في 26 يوليو 2018، أفيد أن دانيال ماكدونالد قد انضمت إلى فريق التمثيل الرئيسي. في أغسطس 2018، تم الإعلان عن أن كاي لينوكس وأوستين هيبرت وديل ديكي وعمر مسقطي و إليزابيث مارفيل وليزا لابيرا وإيريك لانغ تم اختيارهم في أدوار متكررة. في 26 سبتمبر 2018، أفيد أن فانيسا بيل كالواي انضمت إلى فريق التمثيل بشكل متكرر.

## استقبال

### استجابة نقدية
عند مراجعة مجمع Rotten Tomatoes، حصلت السلسلة على تصنيف موافقة بنسبة 98 ٪ بناءً على 82 مراجعة، بمتوسط تقييم 8.6 / 10. يقرأ الإجماع النقدي للموقع أن «المفاجأة والقوية وغير المدهشة تتجاوز ايقاع الجريمة الحقيقية المألوفة من خلال تحويل نظرتها إلى الناجين من الإساءة، ورواية قصصهم برشاقة وجاذبية.»  على ميتاكريتيك، حصل على متوسط درجة مرجح من 83 من 100، بناءً على 25 ناقدًا، مما يشير إلى «الإشادة العالمية».
وصف الرئيس الأمريكي السابق باراك أوباما لا يصدق من بين عروضه المفضلة لعام 2019. في قائمته السنوية التي نشرها على تويتر في 29 ديسمبر 2019، أضاف إضافة صغيرة بعنوان ، "وقائمة سريعة بالبرامج التلفزيونية التي اعتبرتها قوية مثل الأفلام: Fleabag2، لا تصدق، والحراس.

### نسبة مشاهدة الجمهور
في 17 أكتوبر 2019، أعلنت Netflix أن المسلسل تم مشاهدته من قبل أكثر من 32 مليون مشاهد بعد إصداره على منصتهم.

### الجوائز
| السنة | الجائزة                                      | الفئة                                                                         | المتلقي | النتيحة     | مرجع   |
| ----- | -------------------------------------------- | ----------------------------------------------------------------------------- | --- | ----------- | ------ |
| 2020  | جوائز الأكاديمية البريطانية للتلفزيون        | أفضل برنامج دولي                                                              | Unbelievable | رُشِّح         | [ 23 ] |
| 2020  | جائزة اختيار النقاد للتلفزيون                | أفضل مسلسل محدودة                                                             | Unbelievable | رُشِّح         | [ 24 ] |
| 2020  | جائزة اختيار النقاد للتلفزيون                | أفضل ممثلة في مسلسل محدود أو فيلم تلفزيوني                                    | كايتلين ديفير | رُشِّح         | [ 24 ] |
| 2020  | جائزة اختيار النقاد للتلفزيون                | أفضل ممثلة في مسلسل محدود أو فيلم تلفزيوني                                    | ميريت ويفر | رُشِّح         | [ 24 ] |
| 2020  | جائزة اختيار النقاد للتلفزيون                | أفضل ممثلة مساعدة في مسلسل محدود أو فيلم تلفزيوني                             | توني كوليت | فوز         | [ 24 ] |
| 2020  | حفل توزيع جوائز الغولدن غلوب السابع والسبعون | جائزة غولدن غلوب لأفضل مسلسل قصير أو فيلم تلفزيوني                            | Unbelievable | رُشِّح         | [ 25 ] |
| 2020  | حفل توزيع جوائز الغولدن غلوب السابع والسبعون | جائزة غولدن غلوب لأفضل ممثلة - مسلسل قصير أو فيلم تلفزيوني                    | Kaitlyn Dever | رُشِّح         | [ 25 ] |
| 2020  | حفل توزيع جوائز الغولدن غلوب السابع والسبعون | جائزة غولدن غلوب لأفضل ممثلة - مسلسل قصير أو فيلم تلفزيوني                    | Merritt Wever | رُشِّح         | [ 25 ] |
| 2020  | حفل توزيع جوائز الغولدن غلوب السابع والسبعون | جائزة غولدن غلوب لأفضل ممثلة مساعدة - مسلسل، أو مسلسل قصير أو فيلم تلفزيوني   | Toni Collette | رُشِّح         | [ 25 ] |
| 2020  | جائزة بيبودي                                 | الترفيه                                                                       | Unbelievable | فوز         | [ 26 ] |
| 2020  | جائزة نقابة المنتجين الأمريكية               | المنتج المتميز لمسلسل تلفزيوني محدود                                          | سوزانا غرانت, Sarah Timberman, Carl Beverly, ليزا تشولودينكو، أيلت والدمان، مايكل تشابون، كاتي كوريك، Jennifer Schuur، Becky Mode, John Vohlers, Kate DiMento and Chris Leanza                                          | رُشِّح         | [ 27 ] |
| 2020  | جائزة إيمي                                   | أبرز مسلسل محدود رائع                                                         | Unbelieveable | في الانتظار | [ 28 ] |
| 2020  | جائزة إيمي                                   | أبرز ممثلة مساعدة في مسلسل محدود أو فيلم                                      | Toni Collette | في الانتظار | [ 28 ] |
| 2020  | جائزة إيمي                                   | كتابة بارزة لمسلسل محدود أو فيلم أو درامي خاص                                 | Susannah Grant, Michael Chabon and Ayelet Waldman (for "Episode 1") | في الانتظار | [ 28 ] |
| 2020  | جائزة إيمي للفنون الإبداعية                  | أبرز اختيار طاقم لمسلسل محدود أو فيلم أو خاص                                  | Jodi Angstreich, Kate Caldwell, Melissa Kostenbauder and Laura Rosenthal | في الانتظار | [ 28 ] |
| 2020  | جائزة ساتالايت                               | أفضل مسلسل قصير                                                               | Unbelievable | رُشِّح         | [ 29 ] |
| 2020  | جائزة ساتالايت                               | Best Supporting Actress in a Series, Miniseries or TV Film                    | Toni Collette | رُشِّح         | [ 29 ] |
| 2020  | جائزة نقابة ممثلي الشاشة                     | Outstanding Performance by a Female Actor in a Miniseries or Television Movie | Toni Collette | رُشِّح         | [ 30 ] |
| 2020  | جائزة جمعية نقاد التلفزيون                   | Program of the Year                                                           | Unbelievable | في الانتظار | [ 31 ] |
| 2020  | جائزة جمعية نقاد التلفزيون                   | Outstanding Achievement in Movies, Miniseries and Specials                    | Unbelievable | في الانتظار | [ 31 ] |
| 2020  | جائزة جمعية نقاد التلفزيون                   | Individual Achievement in Drama                                               | Kaitlyn Dever | في الانتظار | [ 31 ] |
| 2020  | جائزة جمعية نقاد التلفزيون                   | Individual Achievement in Drama                                               | Merritt Wever | في الانتظار | [ 31 ] |
| 2020  | جوائز نقابة الكتاب الأمريكية                 | Long Form – Adapted                                                           | مايكل تشابون، سوزانا غرانت، Becky Mode، Jennifer Schuur & أيلت والدمان Based on the ProPublica and The Marshall Project article "An Unbelievable Story of Rape" and This American Life radio episode “Anatomy of Doubt" | رُشِّح         | [ 32 ] |

## روابط خارجية
- لا تصدق (مسلسل قصير) على موقع IMDb (الإنجليزية)
- لا تصدق (مسلسل قصير) على موقع ميتاكريتيك (الإنجليزية)
- لا تصدق (مسلسل قصير) على موقع روتن توميتوز (الإنجليزية)
- لا تصدق (مسلسل قصير) على موقع روتن توميتوز (الإنجليزية)
- لا تصدق (مسلسل قصير) على موقع نتفليكس (الإنجليزية)
- لا تصدق (مسلسل قصير) على موقع كينوبويسك (الروسية)
- لا تصدق (مسلسل قصير) على موقع ألو سيني (الفرنسية)
- لا تصدق (مسلسل قصير) على موقع قاعدة بيانات الفيلم (الإنجليزية)
- الموقع الرسمي
- لا تصدق  على قاعدة بيانات الأفلام على الإنترنت (بالإنجليزية).
- «قصة اغتصاب لا تصدق» (ProPublica)
- «قصة اغتصاب لا تصدق» (مشروع مارشال)
- تشريح الشك ، الحلقة 581 من هذه الحياة الأمريكية